# Modulation bei reiner Stimmung
Von reiner Stimmung spricht man, wenn die Dreiklänge der Tonika, der Subdominante und der Dominante rein sind. Damit ist gemeint, dass die vorkommenden Quinten (Frequenzverhältnis 3⁄2), großen Terzen (Frequenzverhältnis 5⁄4) und kleinen Terzen (Frequenzverhältnis 6⁄5) rein sind.
Als Faustregel kann gelten: Bei einer Modulation in eine Nachbartonart (Dur oder Moll) ändern sich zwei Töne, einer davon erkennbar mit Vorzeichenwechsel, der andere geringfügig um ein syntonisches Komma.

## Modulationen
Im Folgenden verwenden wir die Eulerschreibweise. Bei der Quintenfolge …Es B F C G D A E H Fis… mit lauter reinen Quinten bedeutet zum Beispiel ,E („Tiefkomma E“), dass E um ein syntonisches Komma erniedrigt ist und ’Es („Hochkomma Es“), dass Es um ein syntonische Komma erhöht ist. Die Terzen C-E und Es-G sind pythagoreisch (Frequenzverhältnis 81⁄64) und dissonant, die Terzen C-,E und ’Es-G jedoch rein (Frequenzverhältnis 5⁄4) und konsonant.

### Richtung Subdominante in Dur
Von C-Dur nach a-Moll und F-Dur
Bei Modulation nach ,a-moll ändert sich D um ein syntonisches Komma zu ,D und bei Modulation nach F-Dur noch ,H in B.
Zum besseren Vergleich zunächst in der Reihenfolge von C-Dur:
| C-Dur   | C | D  | ,E | F | G | ,A | ,H | C |
| ,a-moll | C | ,D | ,E | F | G | ,A | ,H | C |
| F-Dur   | C | ,D | ,E | F | G | ,A | B  | C |

Nun in der Tonartenreihenfolge (Zu ,a-Moll noch die 6. und 7. Stufe erhöht):
| C-Dur   | C  | D  | ,E | F  | G  | ,A | ,H | C  |       |       |
| ,a-moll | ,A | ,H | C  | ,D | ,E | F  | G  | ,A | ,,Fis | ,,Gis |
| F-Dur   | F  | G  | ,A | B  | C  | ,D | ,E | F  |       |       |

### Richtung Subdominante in Moll
Von c-Moll nach As-Dur und f-Moll
Bei Modulation nach ’As-Dur ändert sich D zu ’Des und bei Modulation nach f-Moll noch ’B in B.
Zum besseren Vergleich zunächst in der Reihenfolge von C-Dur:
| c-Moll  | C | D    | ’Es | F | G | ’As | ’B | C |
| ’As-Dur | C | ’Des | ’Es | F | G | ’As | ’B | C |
| f-moll  | C | ’Des | ’Es | F | G | ’As | B  | C |

Nun in der Tonartenreihenfolge:
| c-Moll  | C   | D  | ’Es | F    | G   | ’As  | ’B  | C   |
| ’As-Dur | ’As | ’B | C   | ’Des | ’Es | F    | G   | ’As |
| f-moll  | F   | G  | ’As | B    | C   | ’Des | ’Es | F   |

### Richtung Dominante in Dur
Von C-Dur nach e-Moll und G-Dur:
Bei Modulation nach ,e-Moll ändert sich F in ,Fis und bei Modulation in G-Dur noch ,A in A. 
Zum besseren Vergleich zunächst in der Reihenfolge von C-Dur:
| C-Dur  | C | D | ,E | F    | G | ,A | ,H | C |
| e-moll | C | D | ,E | ,Fis | G | ,A | ,H | C |
| G-Dur  | C | D | ,E | ,Fis | G | A  | ,H | C |

Nun in der Tonartenreihenfolge (Zu ,e-Moll noch die 6. und 7. Stufe erhöht):
| C-Dur  | C  | D    | ,E | F  | G  | ,A | ,H   | C  |       |       |
| e-moll | ,E | ,Fis | G  | ,A | ,H | C  | D    | ,E | ,,Cis | ,,Dis |
| G-Dur  | G  | A    | ,H | C  | D  | ,E | ,Fis | G  |       |       |

 Hörbeispiel  (Bei der Modulation von C-Dur wird der Ton ,A um ein syntonisches Komma zum Ton A erhöht.):
| Modulation C-Dur nach G-Dur. | Nur Sopran                  | Die Wirkung der Modulation als Steigerung und Aufhellung verblasst etwas in der gleichstufigen Stimmung. Zum Vergleich: gleichstufig |
| Modulation C-Dur nach G-Dur  | Modulation C-Dur nach G-Dur | Die Wirkung der Modulation als Steigerung und Aufhellung verblasst etwas in der gleichstufigen Stimmung. Zum Vergleich: gleichstufig |
|                              |                             | Die Wirkung der Modulation als Steigerung und Aufhellung verblasst etwas in der gleichstufigen Stimmung. Zum Vergleich: gleichstufig |
Gerade Chöre, die besonders gut aufeinander hören, können detonieren. Der Sopran muss beim D-Dur Akkord das ,a zu a um ein syntonische Komma erhören. In der Praxis muss der Sopran die reine Quinte zum Basston D intonieren. Dies schärft die Modulation und verhindert das Detonieren. Wird dies nicht beachtet, tappt man in die Kommafalle.

### Richtung Dominante in Moll
Von c-Moll nach ’Es-Dur und g-Moll:
Bei Modulation nach ’Es-Dur ändert sich F in ’F und bei Modulation in g-Moll noch ’As in A. 
Zum besseren Vergleich zunächst in der Reihenfolge von C-Dur:
| c-Moll  | C | D | ’Es | F  | G | ’As | ’B | C |
| ’Es-Dur | C | D | ’Es | ’F | G | ’As | ’B | C |
| g-Moll  | C | D | ’Es | ’F | G | A   | ’B | C |

Nun in der Tonartenreihenfolge:
| c-Moll  | C   | D  | ’Es | F   | G  | ’As | ’B | C   |
| ’Es-Dur | ’Es | ’F | G   | ’As | ’B | C   | D  | ’Es |
| g-Moll  | G   | A  | ’B  | C   | D  | ’Es | ’F | G   |

## Feinanalyse bei Intonationsproblemen im A-cappella-Gesang

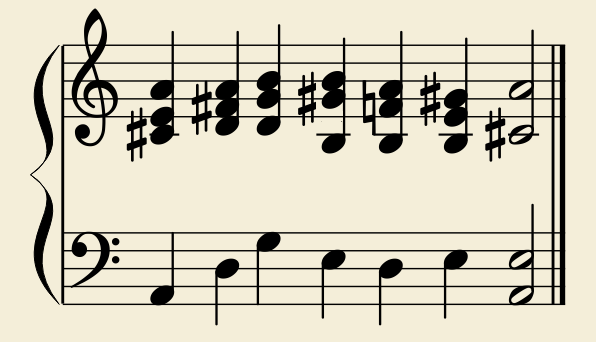
Modulation von A-Dur über G-Dur und E-Dur zurück nach A-Dur

Die bei Modulationen unterschiedliche Intonation gleichnamiger Töne in reiner Stimmung birgt in seltenen Fällen einige Gefahren in sich. In solchen Fällen ist eine Feinanalyse hilfreich.
Bei einem unbegleiteten Abschnitt aus der fünfstimmigen Geistlichen Chormusik So fahr’ ich hin zu Jesu Christ (Schütz-Werke-Verzeichnis 379) taucht zum Beispiel an der Textstelle so schlaf’ ich ein und ruhe fein etwas vereinfacht die im Notenbild gezeigte Harmoniefolge auf. Max Planck berichtet, dass ein mit den besten Sängern ausgewählter Chor um ein syntonisches Komma (etwa einem Fünftel eines Halbtons) detonierte, was von geschulten Ohren deutlich wahrgenommen wird.
Bei der folgenden Tabelle werden die Bezeichnungen des Eulersches Tonnetz verwendet: Zum Beispiel bedeutet das (Tief-)Komma vor ,cis im Akkord a ,cis e, dass ,cis ein syntonisches Komma tiefer erklingt als das cis im Quintenzirkel … c g d a e h fis cis …
Hier ist eine musikalische Feinanalyse notwendig. Diese ergibt: 
- ,h im 3. Akkord ist die Terz zu g im G-Dur-Akkord.
- h im 4. Akkord ist die Quinte zu e im E-Dur Akkord.

 Heinrich Schütz. Grundakkorde (Grundton Terz Quinte) in reiner Stimmung
| mit Detonation | mit Detonation | mit Detonation | richtig | richtig | richtig |
| -------------- | -------------- | -------------- | ------- | ------- | ------- |
| a              | ,cis           | e              |         |         |         |
| d              | ,fis           | a              |         |         |         |
| g              | ,h             | d              |         |         |         |
| ,e             | ,,gis          | ,h             | e       | ,gis    | h       |
| ,d             | ,,f            | ,a             | d       | ,f      | a       |
| ,e             | ,,gis          | ,h             | e       | ,gis    | h       |
| ,a             | ,,cis          | ,e             | a       | ,cis    | e       |

Der Vorschlag, dass ein A-cappella-Chor dann besser gleichstufig intonieren soll, muss verworfen werden:
- Das bei reiner Intonation klare Grundtongefühl (wegen der harmonischen Differenztöne) und der schwebungsfreie Klang (wegen gemeinsamer Obertöne), die einen Spitzenchor auszeichnen, gehen verloren.
- Ein A-cappella-Chor kann mit dem Gehör unmöglich temperierte Intervalle intonieren.

Der Sopran muss sich also im 4. Akkord am e orientieren und die dazu gehörige Quinte h ein syntonisches Komma höher intonieren. Wird dies beachtet, erklingt die Modulation wesentlich ausdrucksstärker.